# Michaił Słonimski
Michaił Leonidowicz Słonimski (ros. Михаил Леонидович Слонимский; ur. 20 lipca?/1 sierpnia 1897 w Petersburgu, zm. 8 października 1972 w Leningradzie) – rosyjski pisarz, autor utworów o tematyce inteligencji radzieckiej. Syn publicysty Leonida Słonimskiego, brat pisarza Aleksandra Słonimskiego i ojciec kompozytora Sergieja Słonimskiego.

## Życiorys
Studiował na wydziale historyczno-filozoficznym Uniwersytetu Petersburskiego. W styczniu 1915 został powołany do armii carskiej, został ranny, po demobilizacji zatrudniony w archiwum Narodowego Komisariatu Oświaty (Наркомпрос), potem w sekretariacie redakcji „Literatury Światowej” (Всемирная литература). Na początku lat dwudziestych XX wieku został członkiem grupy „Braci Serafiońskich”.
Został członkiem zarządu Wszechrosyjskiego Związku Pisarzy (1925), prezesem oddziału leningradzkiego Związku Pisarzy (1929–1932) i członkiem zarządu Związku Pisarzy ZSRR (1934–1954). Był autorem wielu powieści.

## Wybrana twórczość

### Powieści
- 1926, 1953 – Ławrowy (ros. Лавровы)
- 1927 – Bolszyje pożary (ros. Большие пожары) – zbiorowa powieść; w skład autorów wchodzili oprócz Słonimskiego m.in. Isaak Babel, Konstantin Fiedin, Michaił Zoszczenko
- 1930 – Foma Kleszniew (ros. Фома Клешнев)
- 1950 – Inżynierowie[1] (ros. Инженеры)
- 1954 – Druzja (ros. Друзья)
- 1959 – Rowiesniki wieka (ros. Ровесники века)
- 1963 – Siem' let spustia (ros. Семь лет спустя)

### Nowele i opowiadania
- 1914 – Ekzamienacionnyje raboty (ros. Экзаменационные работы) – debiut literacki, wydany pod pseudonimem Mimi
- 1922 – Szestoj stiełkowyj (ros. Шестой стрелковый) – zbiór opowiadań o I wojnie światowej, m.in.:
  - Porucznik Archangielski[2] (ros. Поручик Архангельский)
  - Dziki[2] (ros. Дикий)
  - Sztabskapitan Rotczenko[2] (ros. Штабскапитан Ротченко)
  - Szestoj stiełkowyj (ros. Шестой стрелковый)
  - Sielskaja idiłlija (ros. Сельская идиллия)
- 1924 – Maszyna Emery[2] (ros. Машина Эмери)
- 1927 – Sriednij prospiekt (ros. Средний проспект)
- 1927 – Zapadniki (ros. Западники)
- 1935 – Powiest' o Lewine (ros. Повесть о Левинэ)
- 1937 – Pograniczniki (ros. Пограничники)
- Warszawa[2]
- Kopyto konia[2]
- Naczelnik stacji[2]